# Vito Cecere

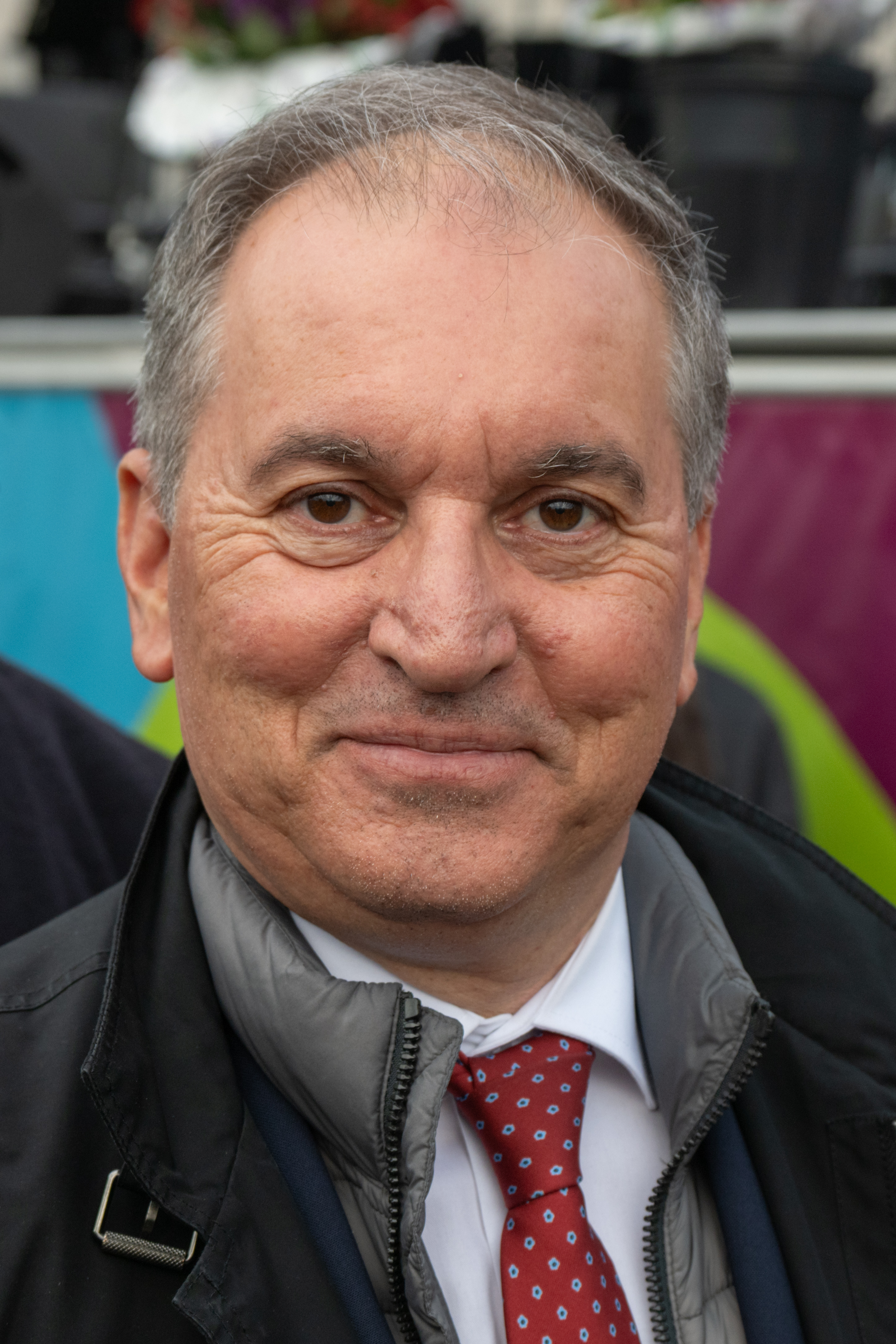
Vito Cecere (2025)

Vito Cecere (* 20. Februar 1967 in Bremen) ist ein deutscher Diplomat, Politikwissenschaftler und Historiker. Seit 2023 ist er Botschafter der Bundesrepublik Deutschland in Österreich.

## Leben
Vito Cecere wuchs im niedersächsischen Weyhe auf. Sein Vater, aus dem süditalienischen Apulien stammend, heiratete in die alteingesessene niedersächsische Bauern- und Handwerkerfamilie Rumsfeld ein. Ein Zweig dieser Familie war im 19. Jahrhundert in die USA ausgewandert; aus ihr entstammte der ehemalige US-Verteidigungsminister Donald Rumsfeld.
Nach seinem Abitur an der KGS Weyhe 1986 absolvierte Cecere zunächst den zweijährigen Zivildienst. Von 1988 bis 1996 studierte er an der Leibniz Universität Hannover sowie der Università degli Studi di Bologna und schoss mit dem Magister artium in Geschichte und Politikwissenschaften ab. Er ist verheiratet mit der politischen Beamtin Bettina Bundszus, mit der er zwei Söhne hat.

## Berufliche Laufbahn
1993 bis 1994 und dann noch einmal 1995 bis 1996 arbeitet Cecere als wissenschaftlicher Mitarbeiter für die SPD-Fraktion im Niedersächsischen Landtag. Ab 1995 war er Mitarbeiter im Büro des Landtagsabgeordneten Rolf Wernstedt (Niedersächsischer Kultusminister 1990–1998). 1997 wechselte er zum SPD-Parteivorstand nach Bonn und war in der Wahlkampfzentrale „Kampa `98“ im Bereich strategische Planung tätig.
Nach dem Wahlerfolg der SPD wechselte Cecere auf Wunsch des ersten Bundesbeauftragten der Bundesregierung für Angelegenheiten der Kultur und der Medien, Staatsminister Michael Naumann, als Redenschreiber und Öffentlichkeitsarbeiter ins Bundeskanzleramt. Im Jahr 2000 kehrte er zum SPD-Parteivorstand zurück, übernahm strategische Aufgaben im Planungsstab und leitete später das Büro des Bundesgeschäftsführers. 2003 wechselte Cecere in die freie Wirtschaft und arbeitete als Leiter Public Affairs Management bei der Vodafone D2 GmbH.
Von 2004 bis 2005 war Vito Cecere Leiter der Planungsgruppe beim Vorsitzenden der SPD-Fraktion im Deutschen Bundestag. Im Jahr 2005 berief der damalige Minister Franz Müntefering ihn ins Bundesministerium für Arbeit und Soziales, wo er als Referatsleiter Analysen/Planung, sowie in der Bund-Länder-Koordinierung tätig war.
2007 folgte der Wechsel ins Auswärtige Amt zu Frank-Walter Steinmeier. Für zunächst zwei Jahre blieb Cecere in Berlin und war Referatsleiter im Koordinierungsstab und später politischer Berater der Abteilung Kultur und Kommunikation. 2010 ging er als Kulturattaché an die Deutsche Botschaft nach Rom. Im gleichen Jahr folgte die Rückkehr nach Deutschland und die Übernahme der Referatsleitung für Kultur- und Medienbeziehungen Europa, Nordamerika, Russland, Zentralasien. Von 2011 an arbeitete Cecere als Referatsleiter Kommunikation Ausland, Internetredaktion, ehe er 2014 für fünf Jahre Beauftragter für Informationstechnik am Auswärtigen Amt wurde.
Von 2019 an war er Beauftragter für Außenwissenschaftspolitik, Auswärtige Bildungs- und Forschungspolitik im Auswärtigen Amt. In dieser Zeit entwickelt er u. a. eine Science Diplomacy Strategie für das Außenministerium, in dessen Rahmen 2022 das Deutsche Wissenschafts- und Innovationshaus in San Francisco eröffnet wurde. Um gefährdete Medienschaffende aus Afghanistan, Belarus, Russland und der Ukraine zu unterstützen, konzipierte er gemeinsam mit dem Amt der Beauftragten für Kultur und Medien die Hannah-Arendt-Initiative.
Ende Juni 2023 wurde er von Bundespräsident Frank-Walter Steinmeier zum Botschafter der Bundesrepublik Deutschland in Österreich bestellt. Er trat sein Amt zum August 2023 an.
Vito Cecere war Mitglied im Stiftungsrat der Max Weber Stiftung für geistes- und sozialwissenschaftliche Forschung im Ausland und Chair of Board der Deutsch-Amerikanischen Fulbright-Kommission. Er ist Mitglied im Stiftungsrat vom Haus der Geschichte in Bonn. Auch die deutschen Auslandsschulen und das Deutsche Archäologische Institut sowie das Kulturerhaltprogramm des AA gehören in seinen Verantwortungsbereich. Cecere ist Gründungsmitglied der Deutschen Gesellschaft für Politikberatung (de'ge'pol), in dessen Beirat er nach wie vor Mitglied ist. Zudem war er während seiner Studienzeit Stipendiat der Friedrich-Ebert-Stiftung.

## Engagement
Schon während seiner Schulzeit engagierte sich Vito Cecere in der Politik; zunächst bei den Jusos und später in der SPD. In den 1990er Jahren war er bei den Juso-Hochschulgruppen aktiv und Vorsitzender des Juso-Unterbezirks Hannover. Es folgten ehrenamtliche Tätigkeiten auf kommunaler Ebene in der SPD Berlin. Im Jahr 2016 wurde er gebeten, in seinem Heimatlandkreis Diepholz (bei Bremen) für eine Bundestagskandidatur anzutreten. Er unterlag auf der Wahlkreiskonferenz knapp einem örtlichen Mitbewerber.
Cecere ist Fördermitglied bei UNICEF Deutschland und Mitglied im Verein Gesicht Zeigen!.

## Veröffentlichungen
Vito Cecere hat zusammen mit Marco Althaus den zweiten Bandes von Kampagne! Neue Strategien für Wahlkampf, PR und Lobbying (2003) herausgegeben. Cecere war Mitglied im Beirat der im Nomos Verlag erschienenen Zeitschrift für Politikberatung. Policy Advice And Political Consulting, 2009-2016 (8 Jahrgänge je 4 Ausgaben), Berlin, Hertie School Of Governance.
Weitere ausgewählte Veröffentlichungen:
- 2020: Deutsche Hochschulprojekte im Ausland. Leuchttürme der Wissenschaftsdiplomatie, in: Political Science Applied (PSCA). Zeitschrift für angewandte Politikwissenschaft, Heft 10, September 2020, Wien, S. 11-14.
- 2019, zusammen mit Oliver Will: Public Diplomacy, in: Svenja Falk, Manuela Glaab, Andrea Römmele, Henrik Schober, Martin Thunert (Hg.), Handbuch Politikberatung, 2. Völlig neu bearbeitete Auflage, Wiesbaden (Springer VS), S. 535-548.
- 2011: Der Bunde und die Länder. Bund-Länder-Koordinierung in der Regierungspraxis der Großen Koalition, in: Uwe Jun, Sven Leunig (Hrsg.), 60 Jahre Bundesrat. Tagungs-band zum Symposium an der Friedrich-Schiller-Universität Jena vom 12. bis 14. Oktober 2009, Baden-Baden (Nomos), S. 53-67.
- 2011: Gesellschaftsberatung für eine bessere Politik. Eine Einschätzung aus der politischen Praxis, in: Bertelsmann Stiftung (Hrsg.), Wie Politik von Bürgern lernen kann. Potenziale politikbezogener Gesellschaftsberatung, Gütersloh (Verlag Bertelsmann Stiftung), S. 97-104.
- 2009: Macht Gestaltung. Für ein erneuertes Verständnis von Politik, in: Daniel Dettling, Christian Schüle (Hrsg.), Minima Moralia der nächsten Gesellschaft. Standpunkte eines neuen Generationenvertrags, Wiesbaden (VS-Verlag), S. 132-138.